# 湯加裔美國人
湯加裔美國人泛指擁有湯加血統的美國人。於2012年，大約有57,000湯加人或湯加裔美國人在美國居住。據美國人口普查，他們被歸類為太平洋島原住民，是該國第四大太平洋島原住民族群，排名於夏威夷族、薩摩亞裔及查莫羅人之後。

## 知名人物
- 托尼·菲諾，職業高爾夫球運動員。

## 外部連結
- Tonga: Migration and the Homeland （页面存档备份，存于）
- Tongan American aims to eliminate stereotypes, promote wellness within Pacific Islander community